# Katoomba
Katoomba est la plus importante localité et le siège du conseil de la Ville de Blue Mountains dans l'État de Nouvelle-Galles du Sud en Australie.

## Géographie
Elle est située sur la Great Western Highway à 110 kilomètres à l'ouest de Sydney et est réputée pour ses belles vues de montagne, ses promenades, et son mode de vie alternatif.

### Climat
Katoomba a un climat océanique  (Köppen: Cfb) avec des étés tièdes et des hivers frais. La pluviométrie est modérément abondante: 1 309,2 mm par an, avec un maximum d'été. La ville a 86.9 jours clairs et 133.5 jours nuageux annuellement. La température la plus élevée enregistrée est de 39,8 ºC le 4 janvier 2020, tandis que la température la plus basse est de −5,6 ºC le 2 août 1976.
| Mois                                            | jan.  | fév.  | mars  | avril | mai  | juin  | jui. | août | sep. | oct. | nov.  | déc.  | année   |
| ----------------------------------------------- | ----- | ----- | ----- | ----- | ---- | ----- | ---- | ---- | ---- | ---- | ----- | ----- | ------- |
| Température minimale moyenne (°C)               | 13,5  | 13,4  | 11,7  | 9     | 6,3  | 4,1   | 2,9  | 3,4  | 5,8  | 8    | 10,1  | 11,9  | 8,3     |
| Température maximale moyenne (°C)               | 24,2  | 22,9  | 20,7  | 17,8  | 14,1 | 10,9  | 10,6 | 12,2 | 15,6 | 18,5 | 20,6  | 22,6  | 17,6    |
| Record de froid (°C)                            | 4,2   | 3,9   | 1,7   | −0,5  | −2,8 | −3,4  | −5,4 | −5,6 | −2,8 | −1   | −0,1  | 2,4   | −5,6    |
| Record de chaleur (°C)                          | 39,8  | 38,8  | 34,8  | 29,6  | 22,9 | 19,4  | 18,8 | 22   | 28,6 | 31,2 | 36    | 39,5  | 39,8    |
| Précipitations (mm)                             | 147,6 | 209,9 | 168,2 | 87,2  | 79,8 | 104,9 | 55   | 66,2 | 63,6 | 90,2 | 131,9 | 111,9 | 1 309,2 |
| dont nombre de jours avec précipitations ≥ 1 mm | 12,8  | 12,3  | 12,1  | 8,3   | 7,1  | 8,4   | 7,1  | 6,7  | 7,1  | 8,5  | 12,3  | 11,2  | 113,9   |
| Humidité relative (%)                           | 61    | 66    | 65    | 63    | 69   | 71    | 67   | 57   | 54   | 53   | 59    | 57    | 62      |

## Tourisme
L'activité économique principale de Katoomba est le tourisme basé sur son paysage fantastique. Les rochers les Trois Sœurs (the Three Sisters), sont l'attrait le plus connu. La Vallée Jamison (Jamison Valley), le Mont Solitaire (Mount Solitary) et le Château en Ruine (Ruined Castle) sont d'autres attraits.

## Galerie

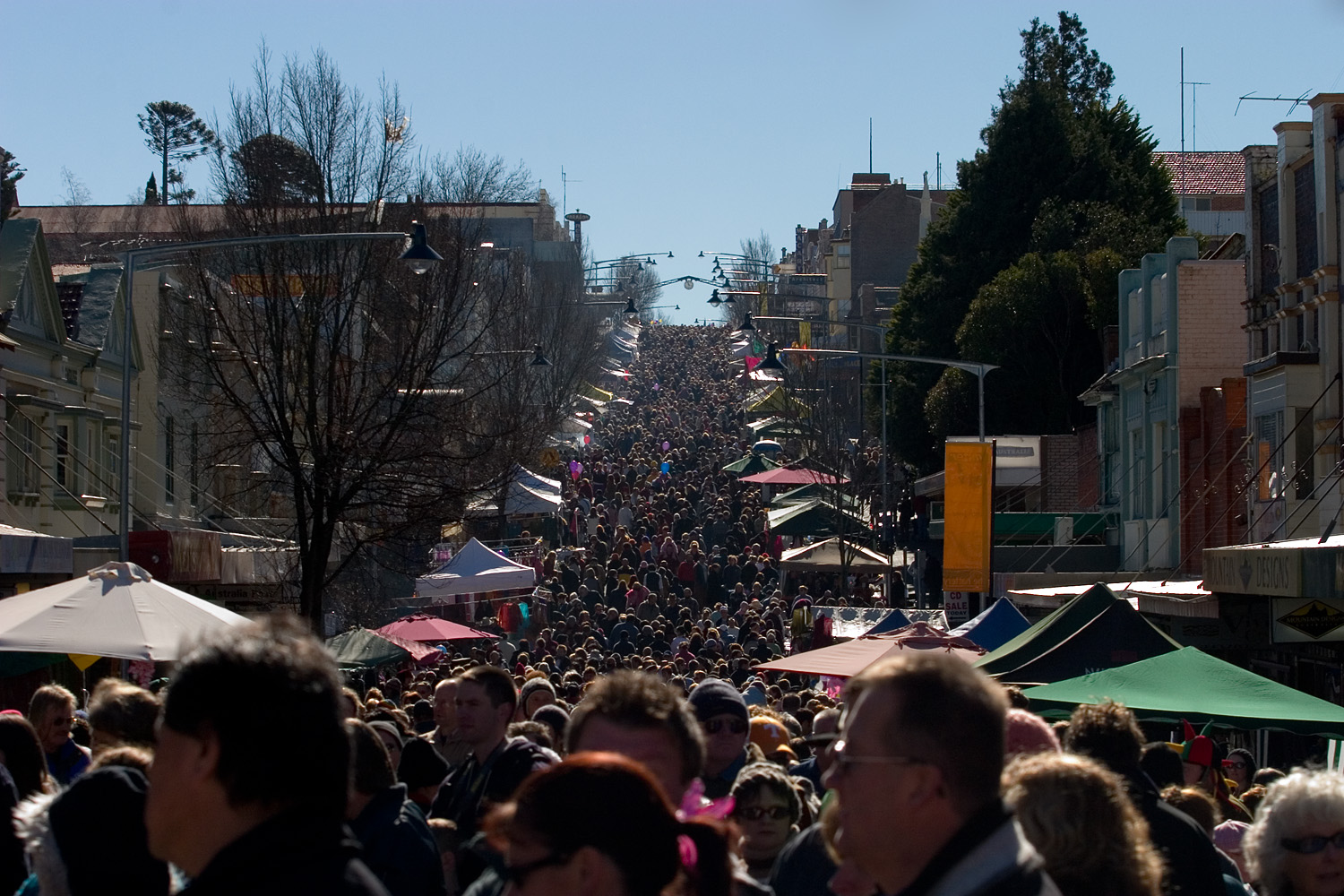
La grand rue de Katoomba pendant le festival de magie.
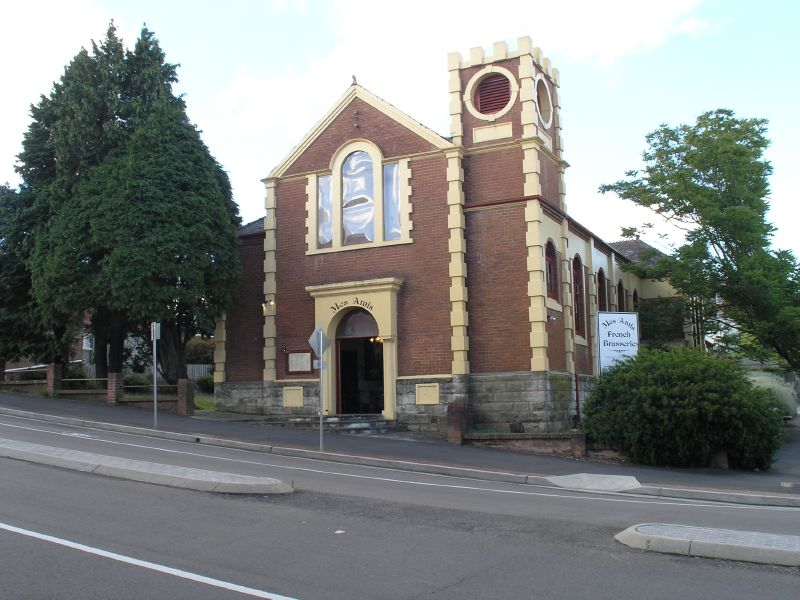
"Mes amis, French Brasserie", restaurant français à Katoomba dans une ancienne église.
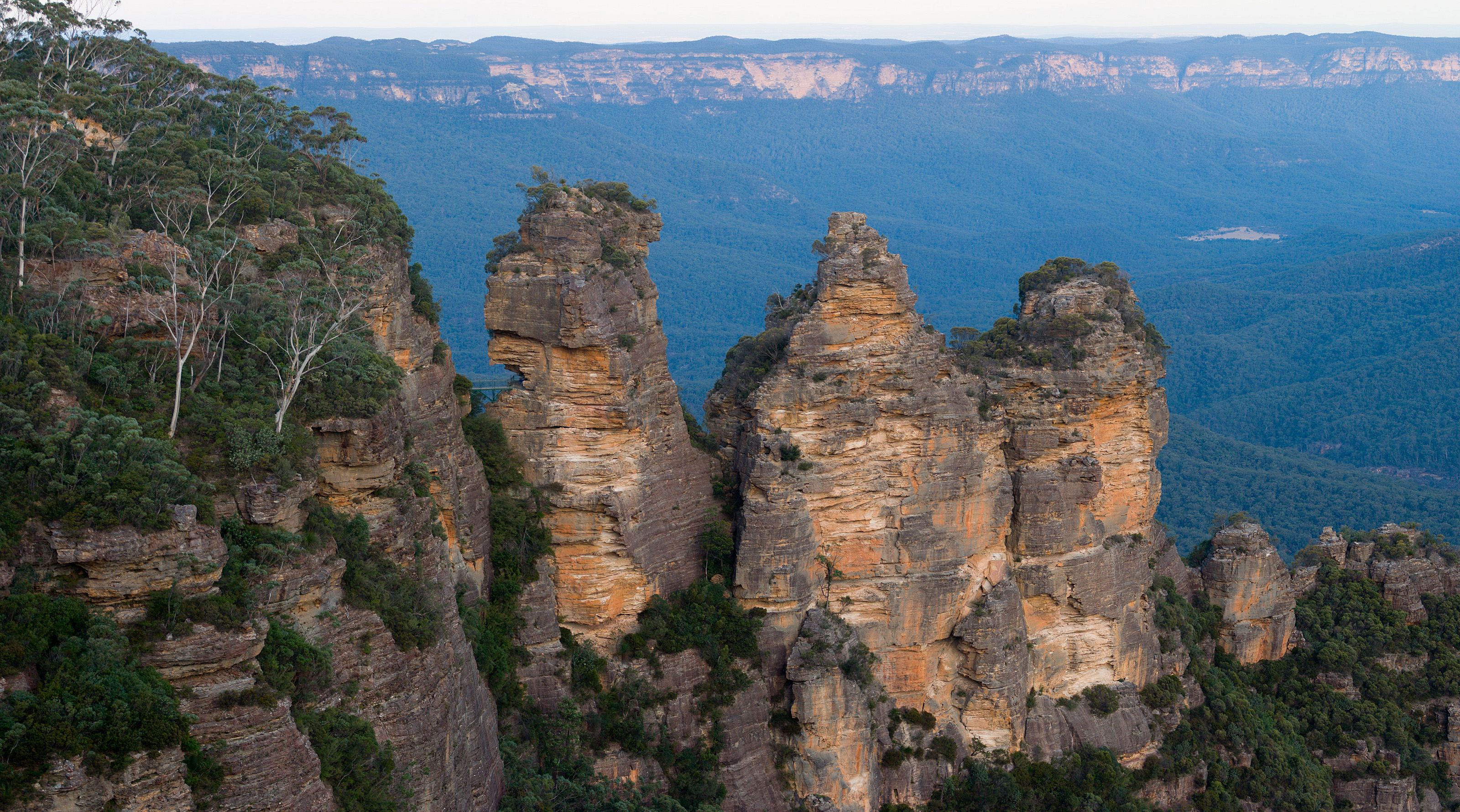
Les Trois Sœurs.
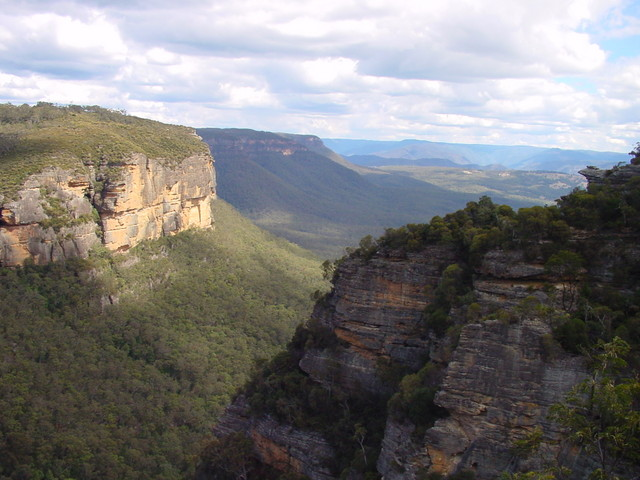
La vallée Jamison.
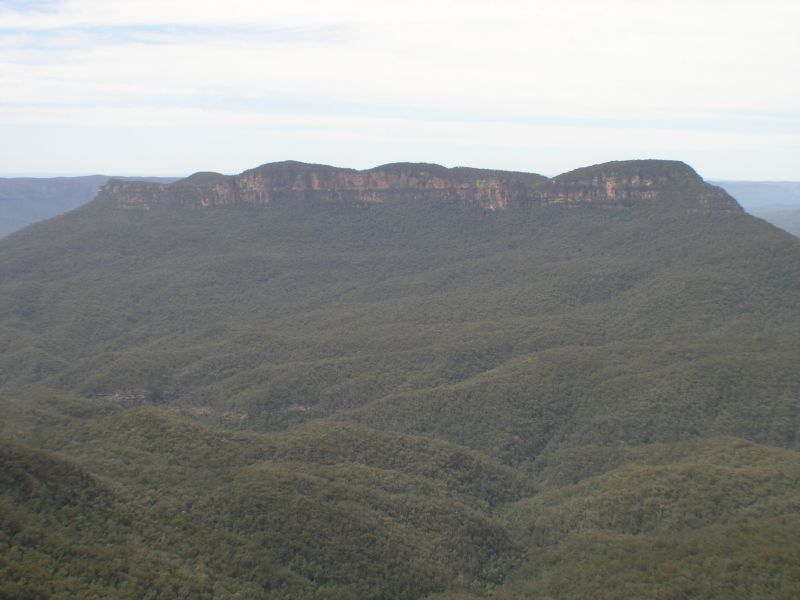
Le Mont Solitaire
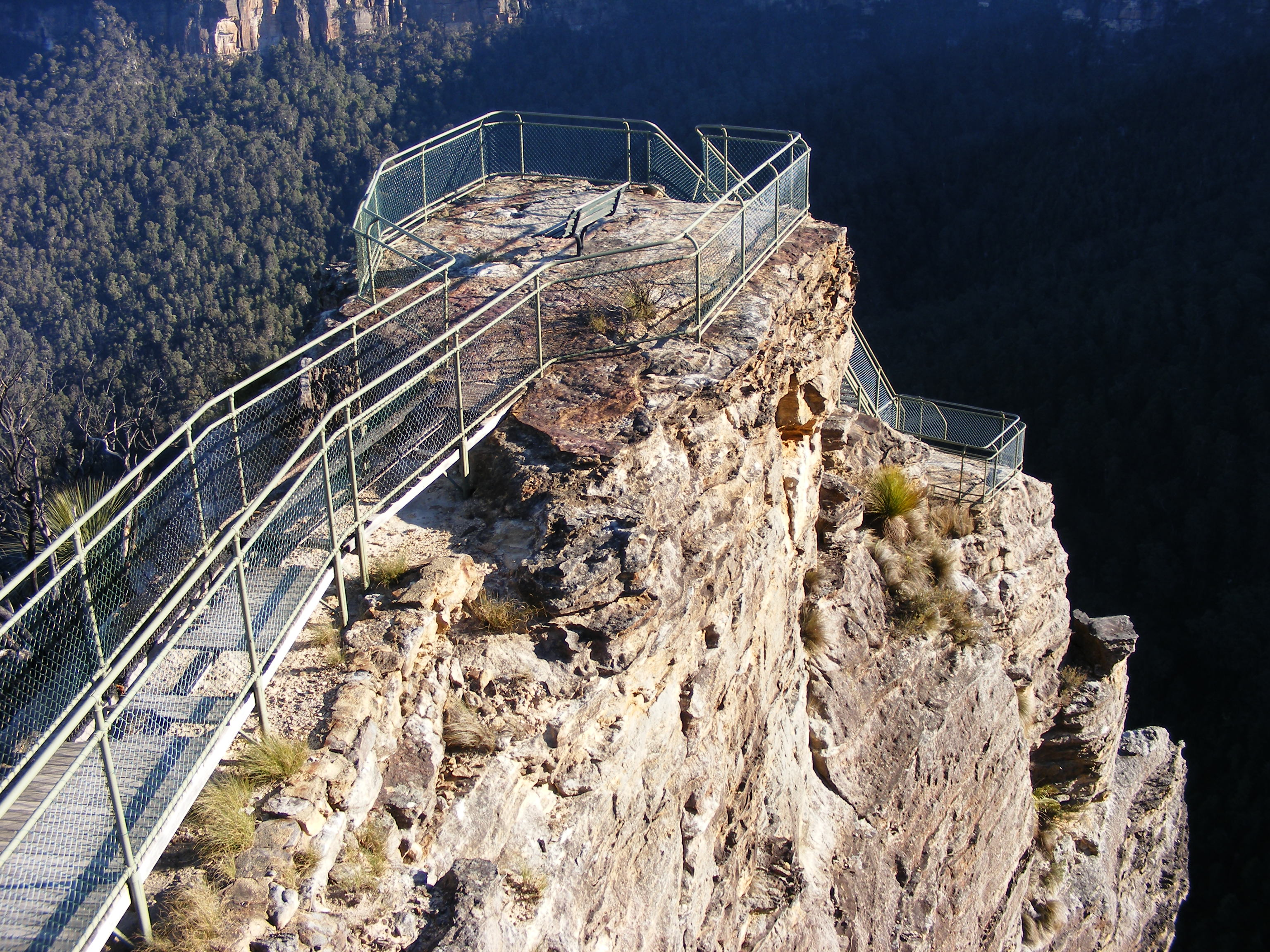
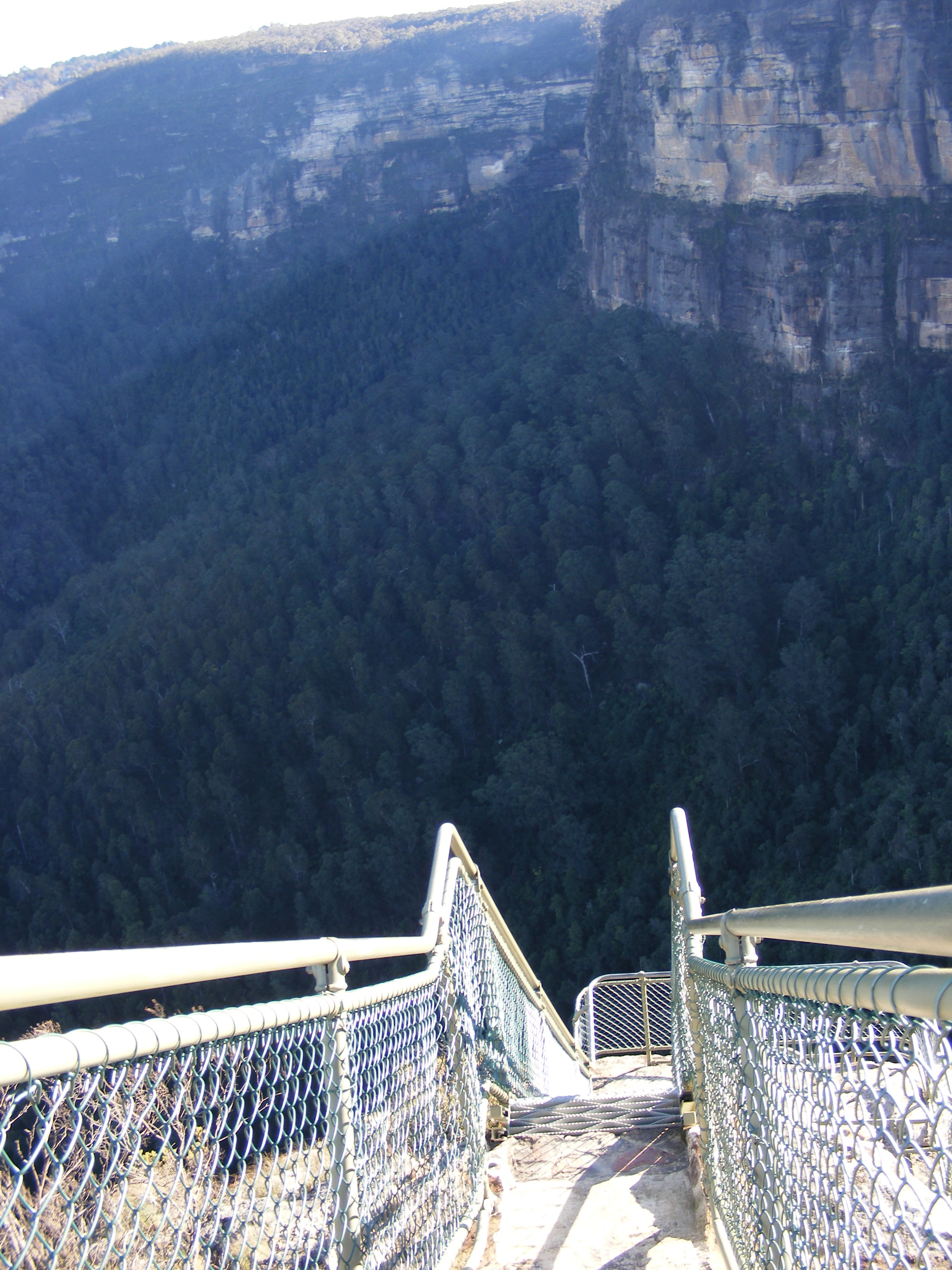

## Personnalités
- Eleanor Dark (1901-1985), femme de lettres.
- Paul Four (1956-), pentathlète français, médaillé olympique en 1984.